# 奥雷利奥·坎帕
奥雷利奥·坎帕·塞拉诺（西班牙語：Aurelio Campa Serrano，1933年5月10日—2020年4月18日），西班牙足球运动员，司职後衛。

## 生平
1933年生于马德里。1953-54以及1954-55赛季效力于皇家马德里，期间跟随该球队赢得两次联赛冠军以及一次拉丁盃冠军。
1955年后，先后效力于巴达霍斯、拉斯帕尔马斯和格拉纳达。1960-61赛季退役。
2020年4月18日在伦敦逝世。